# 別廖佐夫斯科耶湖 (彼爾姆邊疆區)
61°19′14″N 56°30′52″E / 61.320538°N 56.514375°E
別廖佐夫斯科耶湖（俄语：Берёзовское），是俄羅斯的湖泊，位於該國中西部，由彼爾姆邊疆區負責管轄，處於切爾登區，面積2.08平方公里，海拔高度128.4米，最大水深6米。